# Agapetus caimoc
Agapetus caimoc är en nattsländeart som beskrevs av Olah 1988. Agapetus caimoc ingår i släktet Agapetus och familjen stenhusnattsländor. Inga underarter finns listade i Catalogue of Life.